# Гражданите на Кале
Гражданите (бюргерите) на Кале е скулптурна група на френския скулптор Огюст Роден, посветена на Обсадата (1346) на град Кале, Франция по време на Стогодишната война.

## Предистория
Обсадата на Кале през 1346 г. е епизод от Стогодишната война. За да спасят града си по време на обсадата на англичаните, един от богатите граждани на града, както и други граждани по ризи, боси само с въжета около вратовете си трябва да изнесат ключовете на града на Кале. Така спасяват от гладна смърт съгражданите си.
През 1346 г. английският крал Едуард III, след победа в битката при Креси, обсажда Кале, докато крал Филип VI (Франция) заповядва на града да издържи на всяка цена. Филип VI не успява да издържи на обсадата и глада в крайна сметка принуждава града да се предаде.
Летописецът Жан Фроасар (ок.1337 - † ок.1405) разказва следната история за случилото: Едуард предложил да пощади хората в града, ако шестима от неговите водачи се предадат, за да бъдат екзекутирани. Едуард поискал да излязат с примки около вратовете и да носят ключовете от града и замъка. Един от най-заможните от градските водачи Евстахий де Сен Пиер се явил доброволно първо, а към него се присъединили още петима граждани (бюргери).  Сен Пиер повел доброволците до градските порти. Именно този момент и тази трогателна смесица от поражение, героична саможертва и готовност да посрещне неизбежна смърт, Огюст Роден е запечатил в своята скулптура.
Според историята на Фруасар, бюргерите очаквали да бъдат екзекутирани, но животът им бил пощаден чрез намесата на кралицата на Англия Филипа от Ено, която убедила съпруга си да прояви милост с мотивите, че смъртта им ще бъде лошо знамение за нейното неродено дете.  (Синът ѝ Томас от Уиндзор живял само една година). Други историци смятат, че епизодът може да е бил част от предварително уреден политически театър.

## История
Роден работи над скулптурата от 6 фигури от 1884 до 1888 г. За първи път е представена пред публика през 1889 г. и посрещната с голямо възхищение. След няколко години през 1895 г. е установена в Кале. Първоначално е на пиедестал и с ограда. През 1924 г. е поставена на нивото на земята съгласно волята на Роден.

## Драма
Скулптурата на Роден е вдъхновила германския писател Георг Кайзер за написването на драма в 3 действия, представена за първи път във Франкфурт на Майн през 1917 г. Пиесата се превръща в голям успех за писателя и му пробива път в изкуството.

## Копия
|                                      |
| Пред Уестминстърския дворец в Лондон |

|                    |
| Музей Роден, Париж |

|                                        |
| Градината на музей Хиршхорн, Вашингтон |

|                                          |
| Национална галерия на Австралия, Канбера |

|                           |
| Бруклински музей, Ню Йорк |

|                            |
| Музей на изкуствата, Базел |

|                         |
| Музей Роден, Филаделфия |

|                                 |
| Градината на музей Роден, Париж |

|                            |
| Израелски музей, Йерусалим |